# Opel Rekord A
Der Opel Rekord A ist ein Pkw-Modell der seinerzeit zum US-amerikanischen Automobilkonzern General Motors (GM) gehörenden Adam Opel AG in Rüsselsheim. Er wurde im März 1963 als Nachfolger des Opel Rekord P2 vorgestellt. Mit ihm führte Opel die Kennzeichnung von Folgemodellen aller hergestellten Fahrzeugtypen durch Buchstaben in der Reihenfolge des Alphabets (A, B, C usw.) ein. 
Abhängig von der Literaturquelle wird er der oberen Mittelklasse oder der Mittelklasse zugerechnet.

## Modellgeschichte

### Allgemeines
Der Rekord A erschien im März 1963 als stilistisch modernisierter und größerer Nachfolger des im In- und Ausland erfolgreichen Rekord P2. Die anfängliche Modellbezeichnung Opel Rekord R3 bzw. Rekord R3, die noch in den Papieren der ganz frühen Fahrzeuge stand, änderte Opel in Rekord A ab und führte die Kennzeichnung von Folgemodellen aller Fahrzeugtypen mit Buchstaben in der Reihenfolge des Alphabets (A, B, C usw.) ein. Auf der Handschuhfachklappe befand sich allerdings wie bei seinem Vorgänger Rekord P2 immer noch der Schriftzug „Olympia“.
Der Rekord A unterschied sich vom Vorgängertyp vor allem durch die neue Karosserie. Sie war für die Wagenklasse groß, glattflächig und nüchtern, aber elegant im Stil des Chevrolet II von 1962; denn die Karosserielinie war im General-Motors-Design-Center in Warren (Michigan) entworfen worden. An der Gestaltung des Coupés waren jedoch auch die Formgestalter in Rüsselsheim beteiligt. Obwohl sich die Fahrzeuglänge kaum änderte, fielen die Platzverhältnisse im Rekord A deutlich großzügiger als beim Vorgänger aus. Der Innenraum wurde auch modernisiert. Es blieb allerdings bei einer Sitzbank vorn, Einzelsitze waren nur gegen Aufpreis erhältlich. 
In der einfachsten Ausführung kostete die zweitürige Limousine des Rekord A 6830 DM, das Coupé mit 2,6-Liter-Motor 9310 DM. Inflationsbereinigt entspricht dies mit Stand 2025 etwa 17.532 EUR für die Limousine bzw. für das Coupé 23.898 EUR.
Von März 1963 bis Juli 1965 wurden insgesamt 887.304 Rekord A hergestellt. Mit gut 200.000 Stück hatte der Kombi, meist zu gewerblichen Zwecken genutzt, einen für damalige Verhältnisse hohen Anteil an der Gesamtproduktion.

### Karosserieversionen
Den Rekord A gab es als zwei- und viertürige Stufenhecklimousine, als dreitürigen Kombi („CarAVan“), als Coupé sowie als Lieferwagen (CarAVan ohne hintere Seitenfenster). Die Kombis und Lieferwagen waren nur dreitürig lieferbar.
Auf Wunsch gab es auch eine Cabrio-Version auf Basis des Coupés, die von den Karosserie-Unternehmen Deutsch in Köln und Autenrieth in Darmstadt umgebaut wurde.

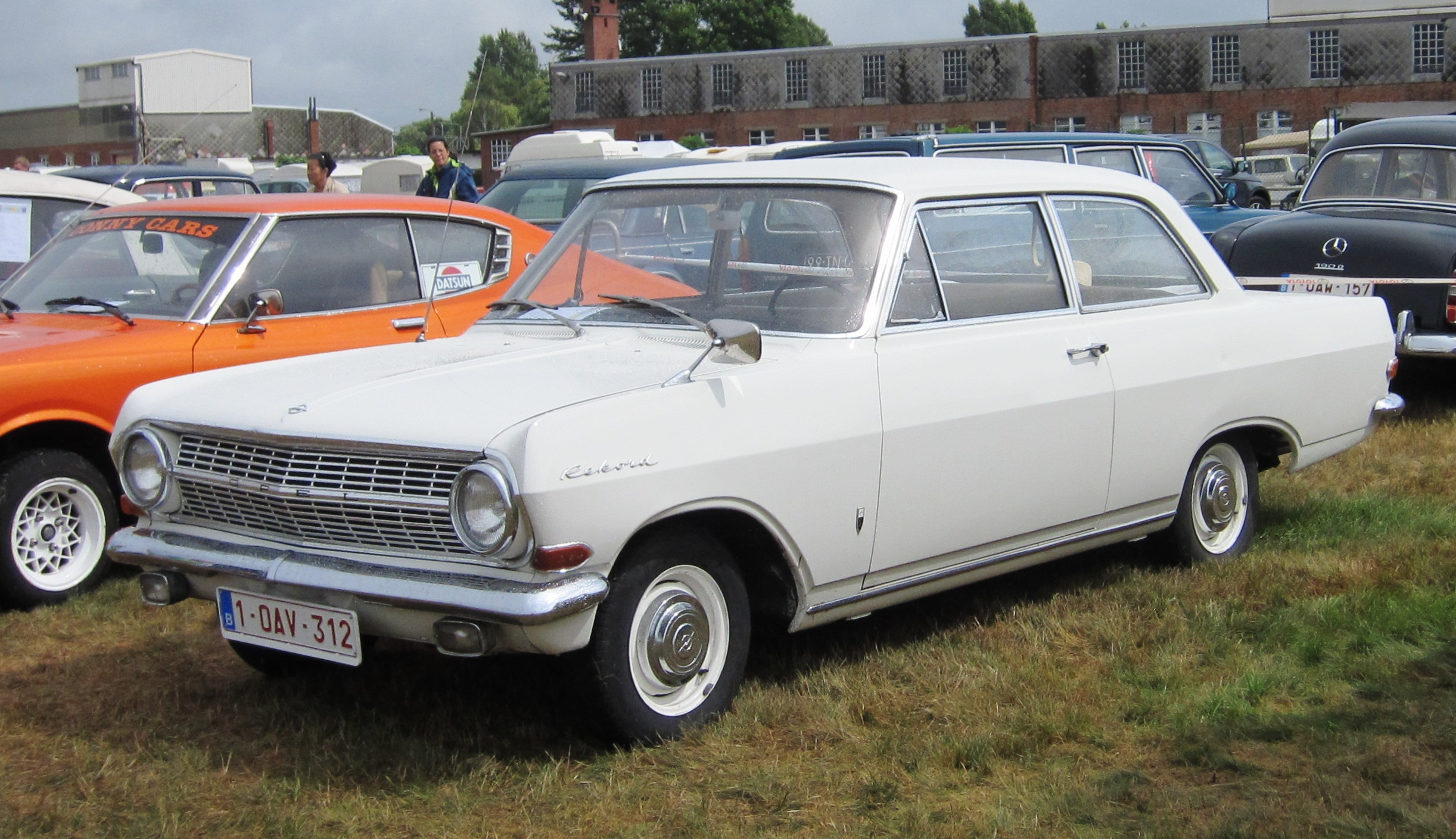
Zweitürige Limousine
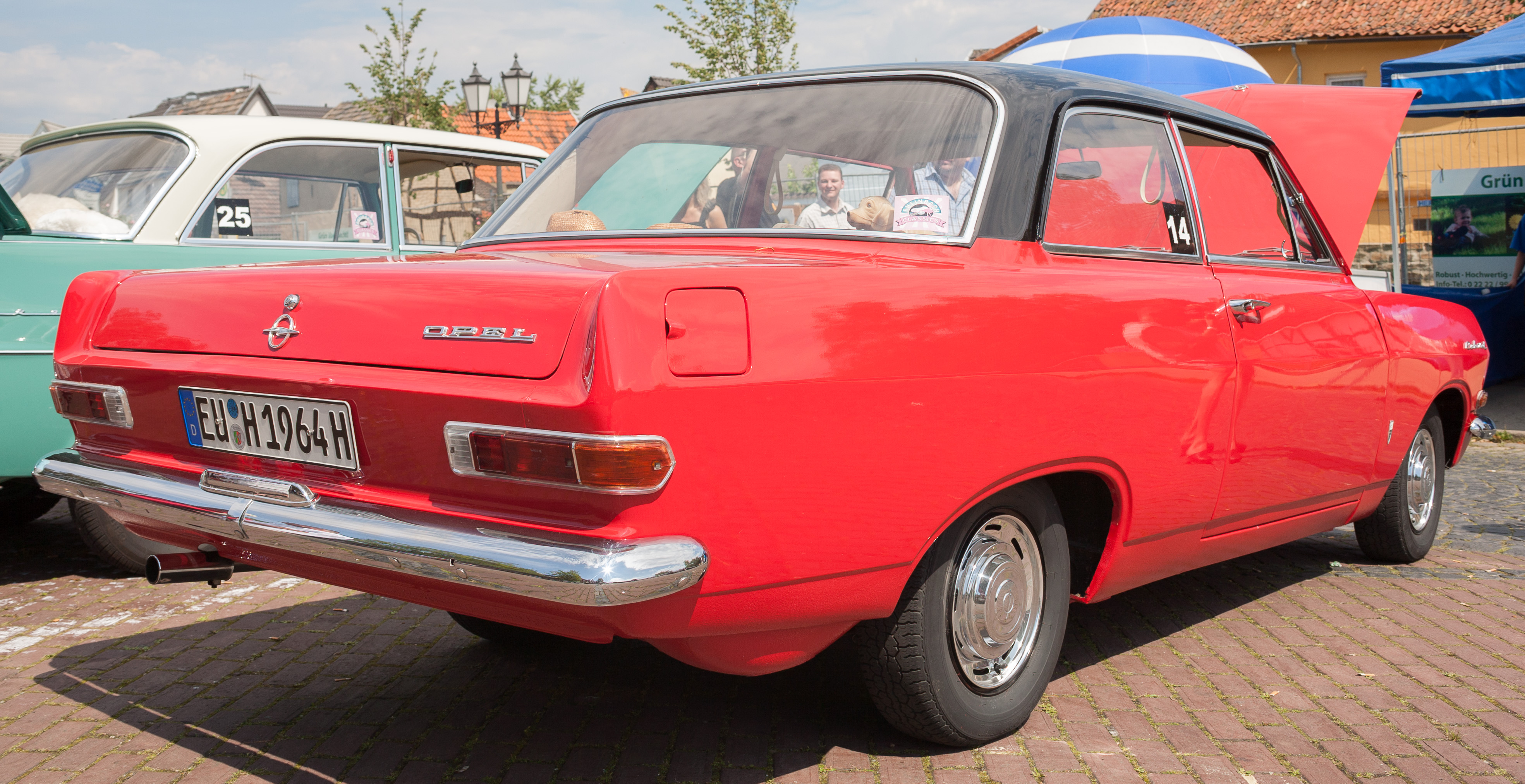
Heck der zweitürigen Limousine
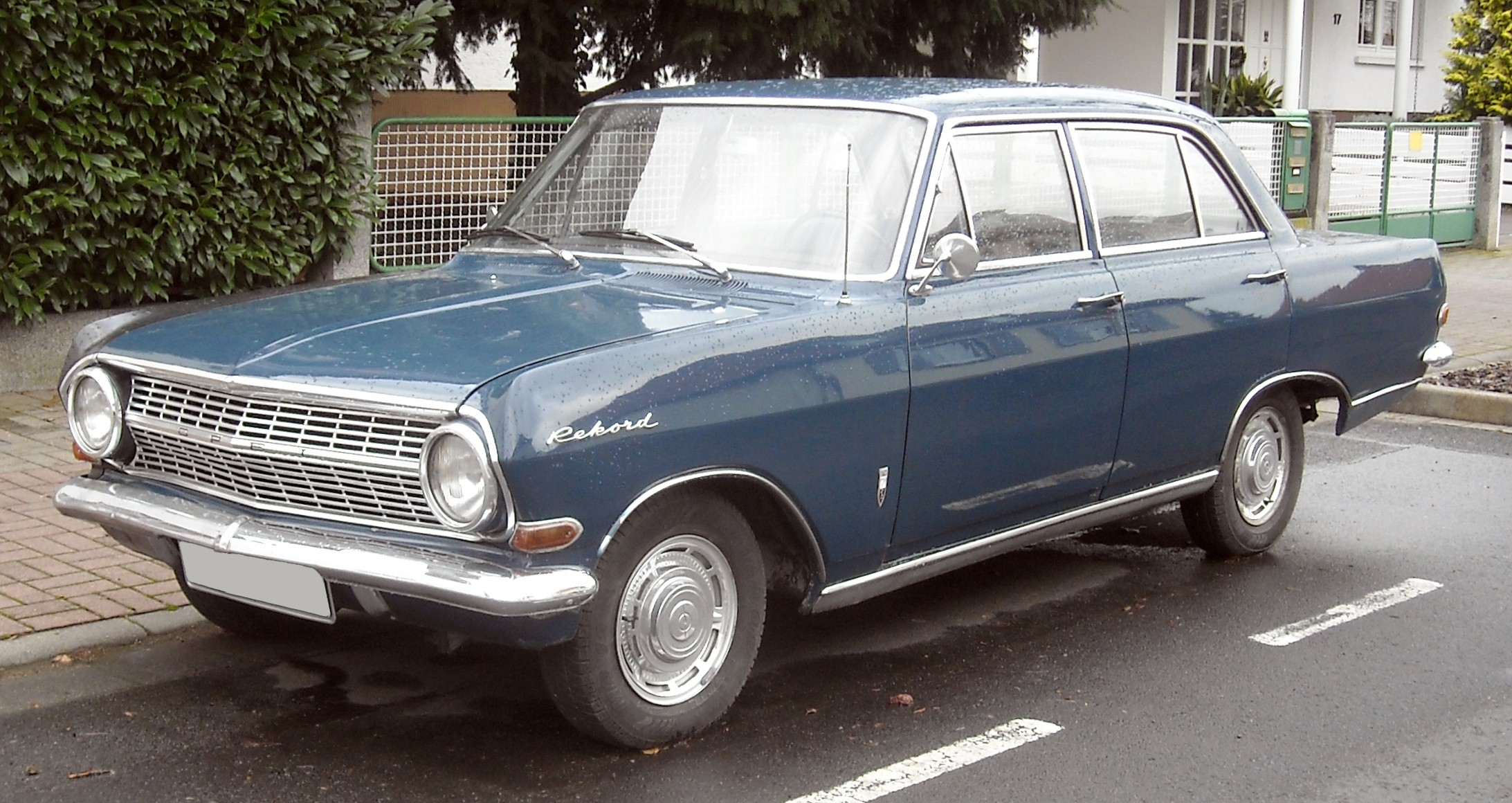
Viertürige Limousine
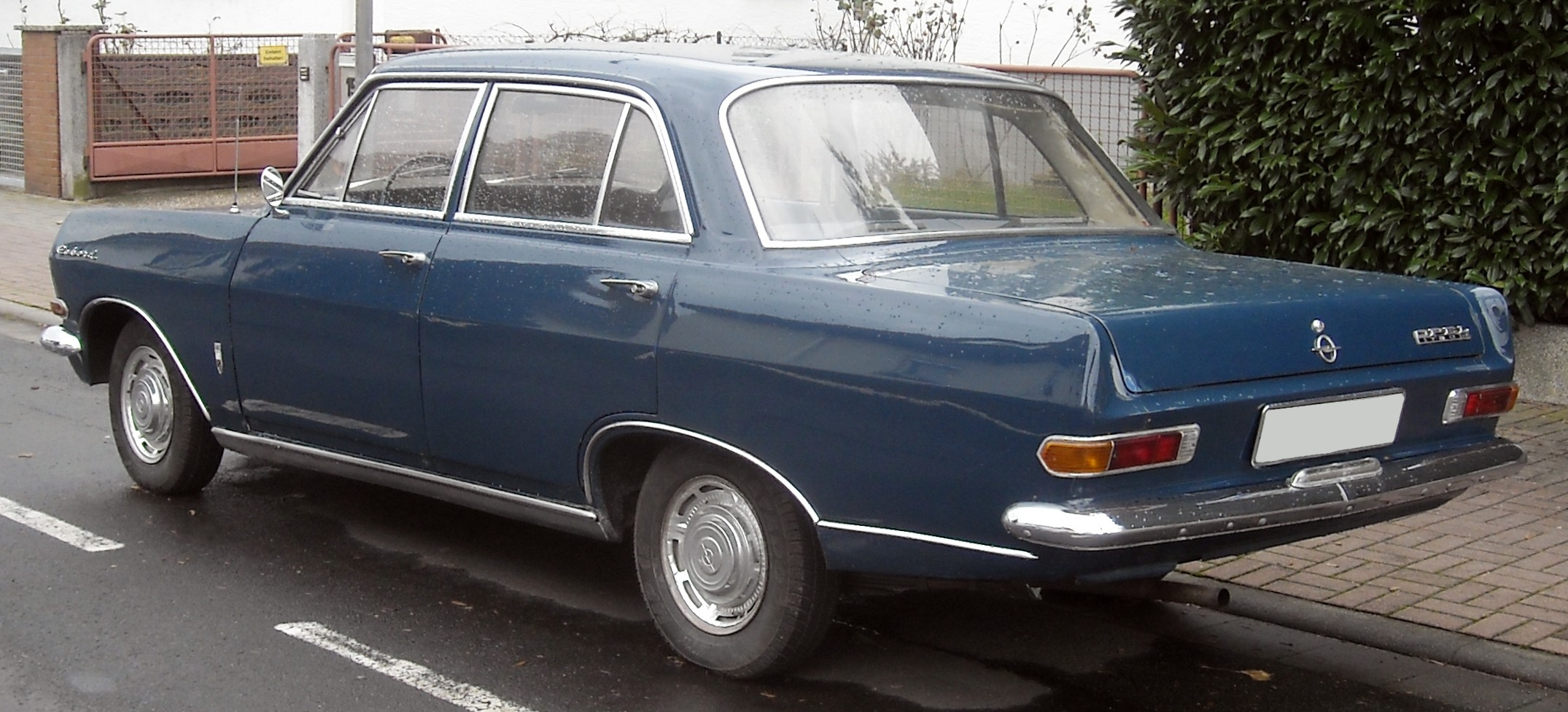
Viertürige Limousine, Heck
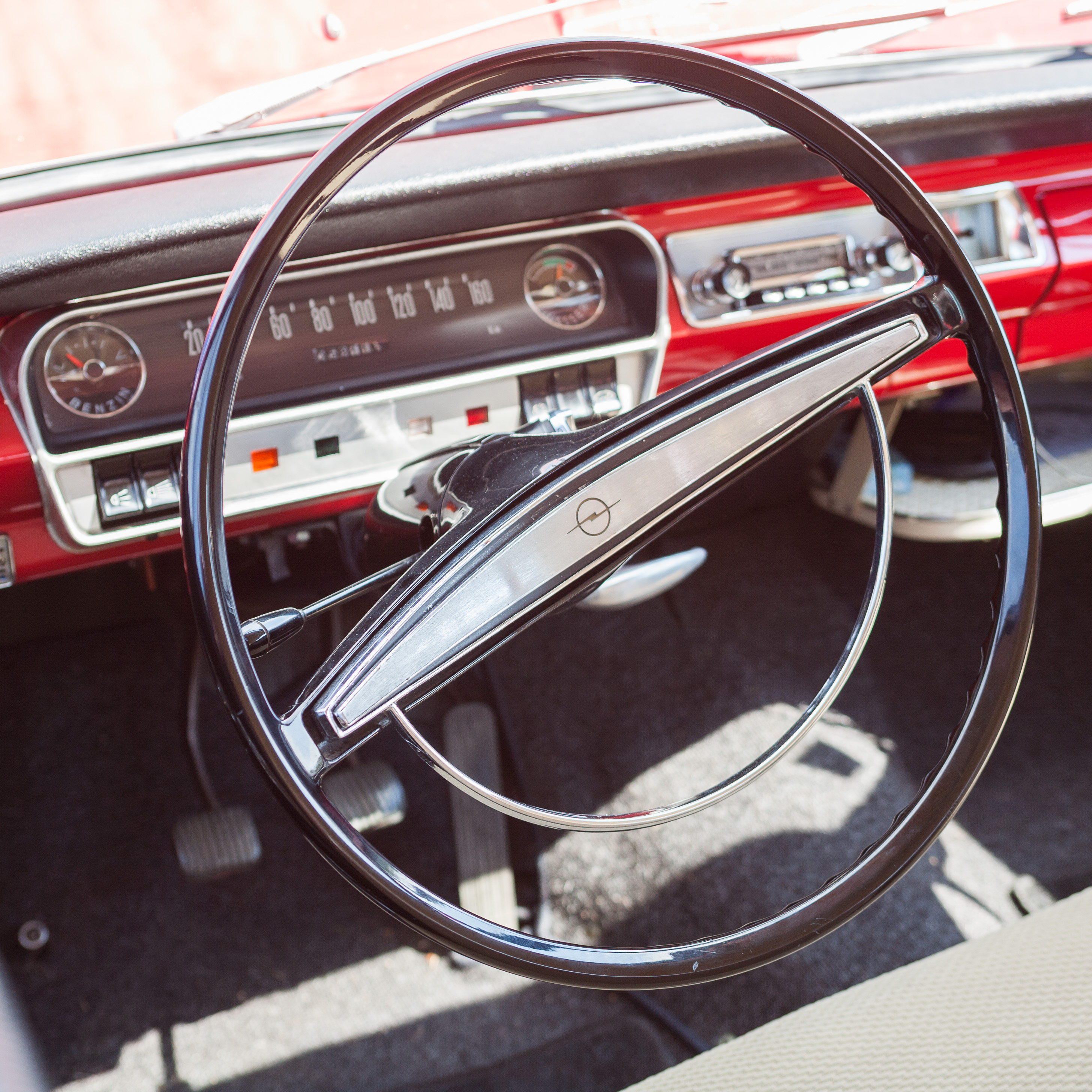
Rekord A, Armaturenbrett
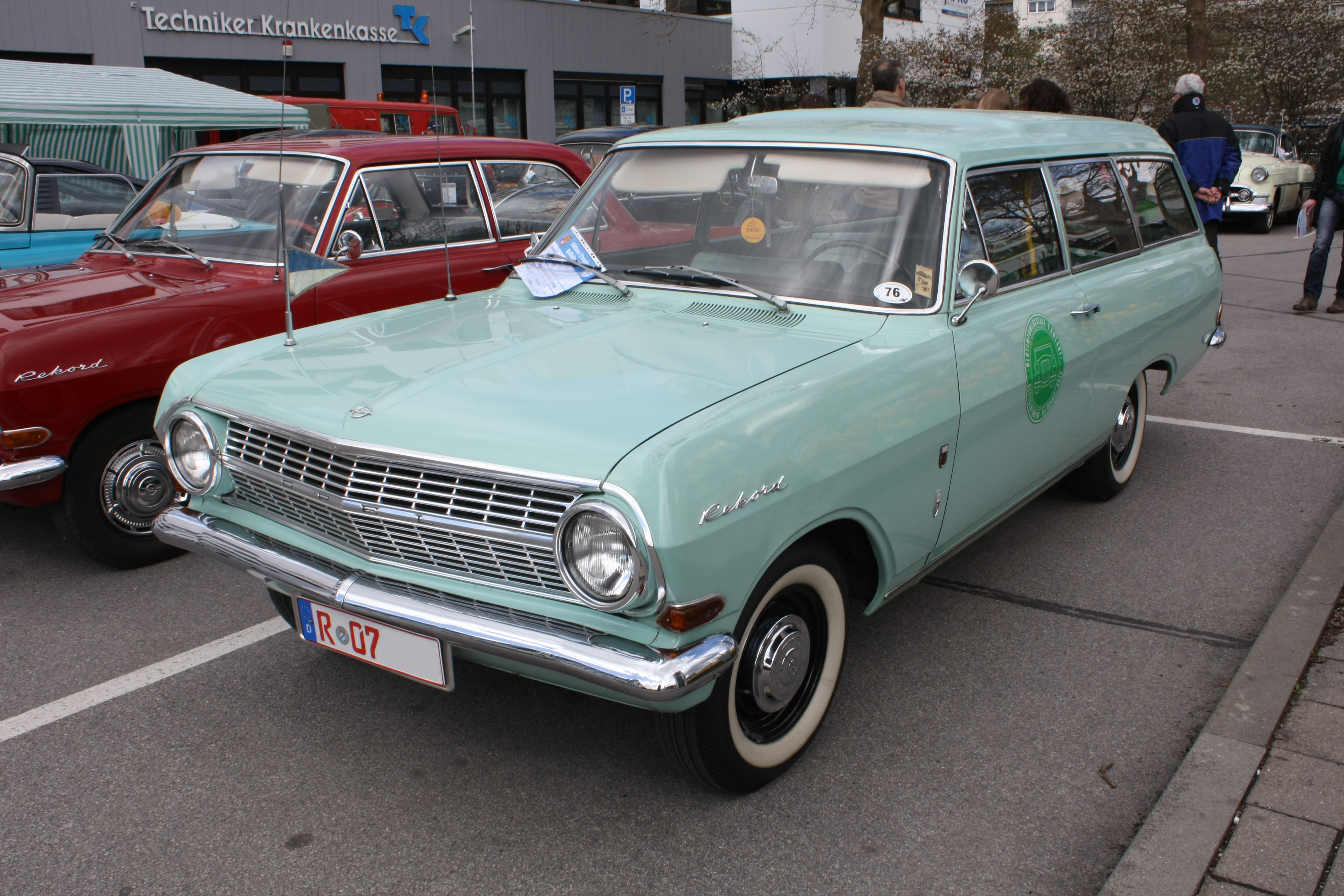
Opel Rekord CarAVan
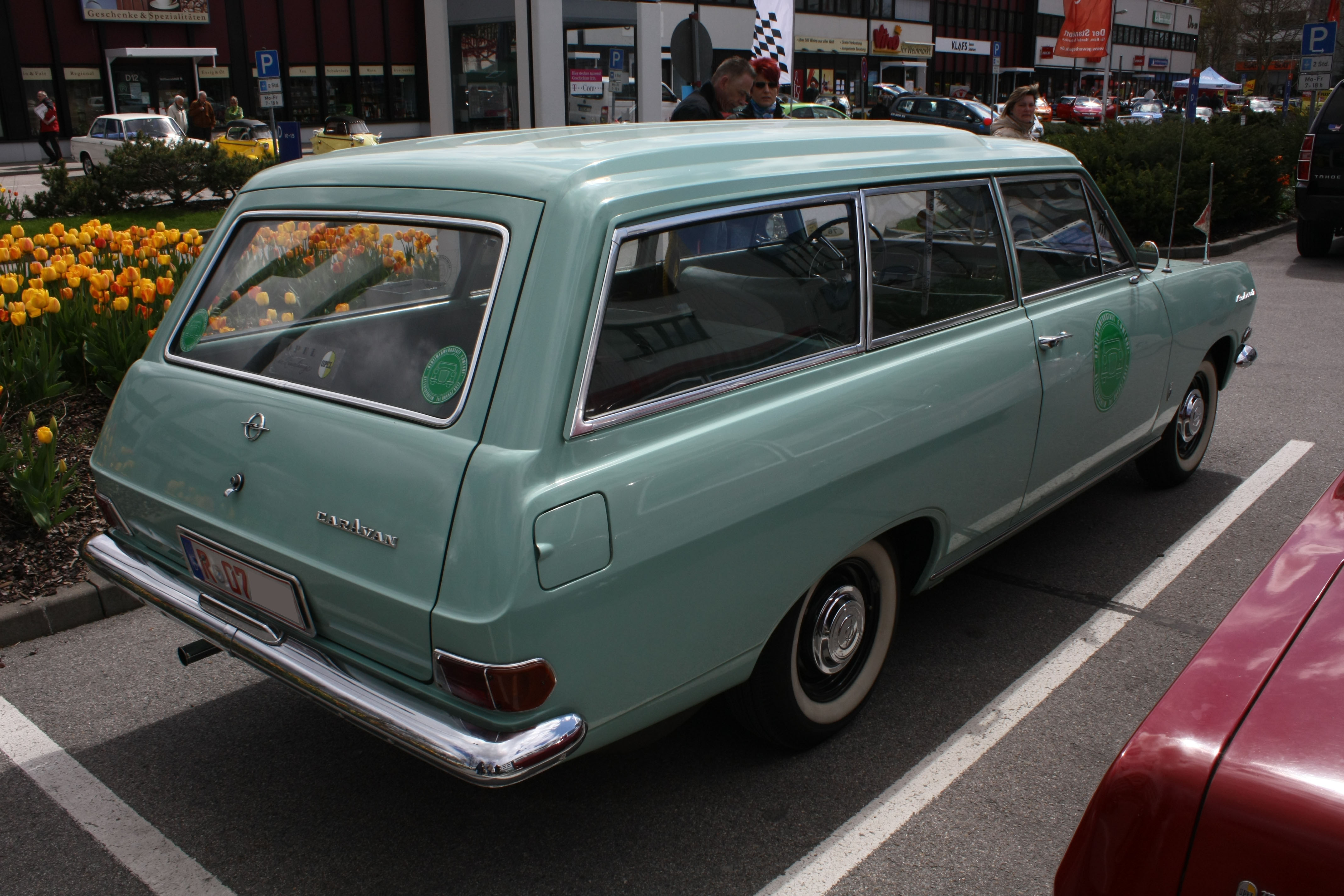
Opel Rekord CarAVan
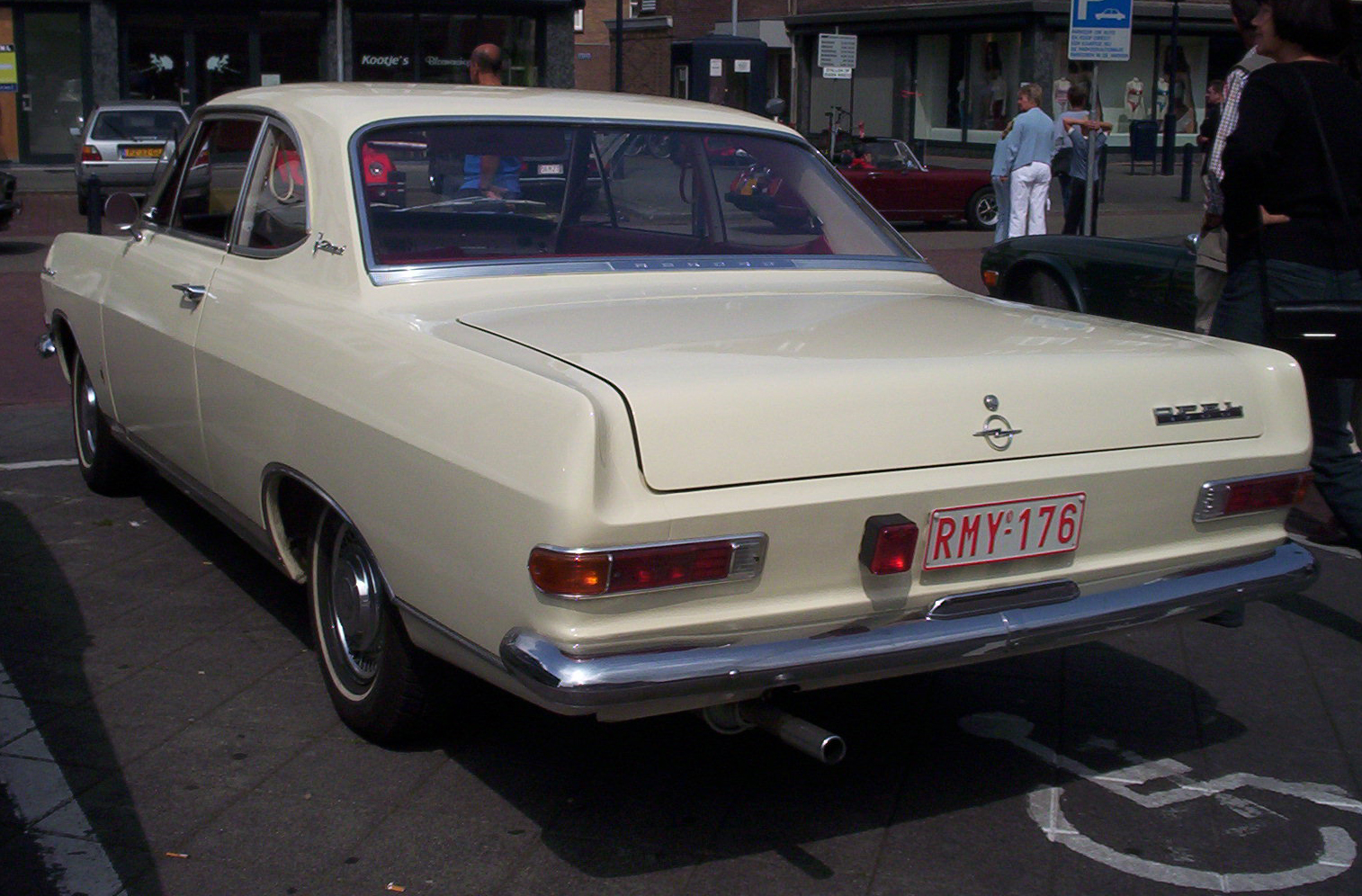
Opel Rekord Coupé
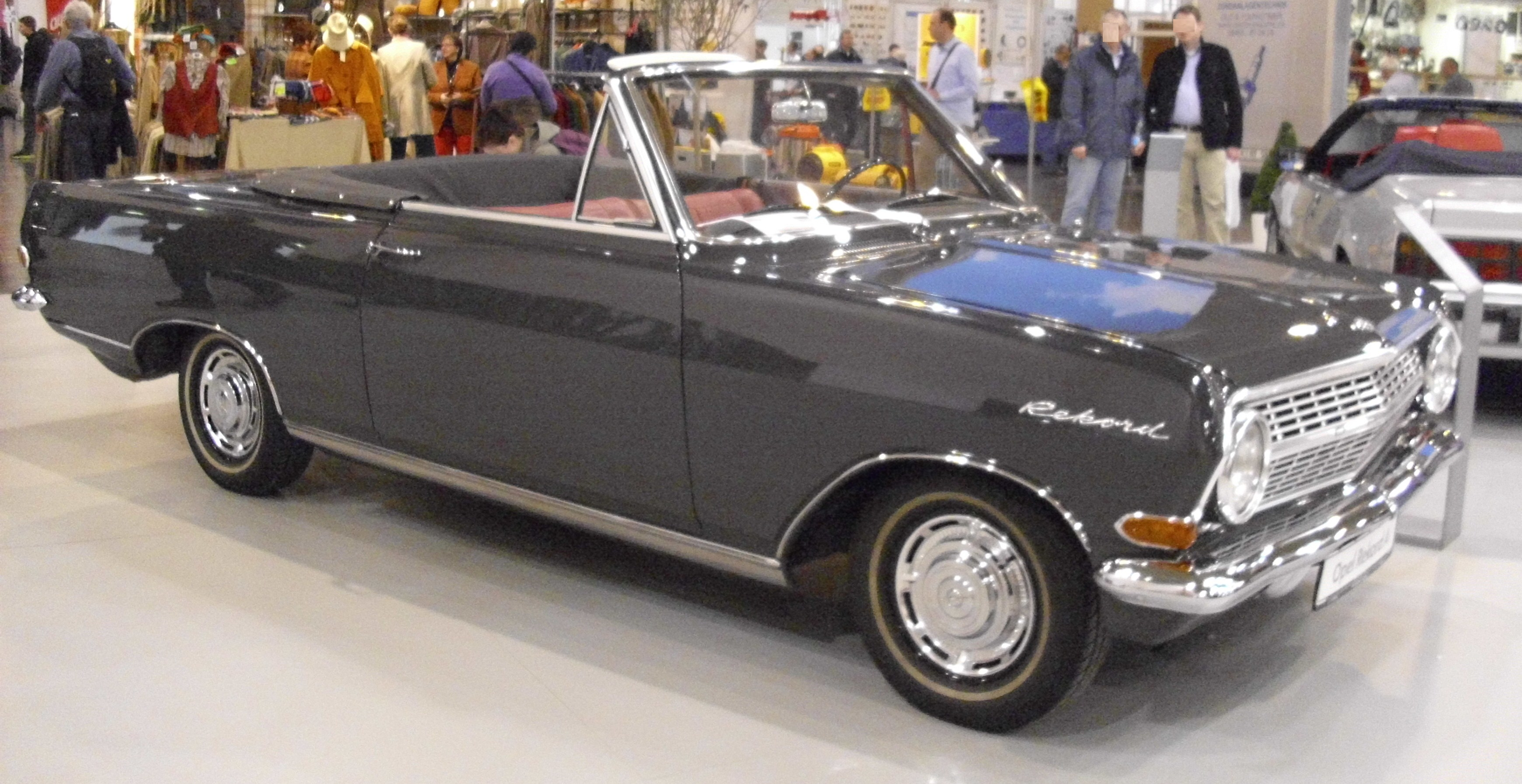
Opel Rekord Cabriolet von Deutsch
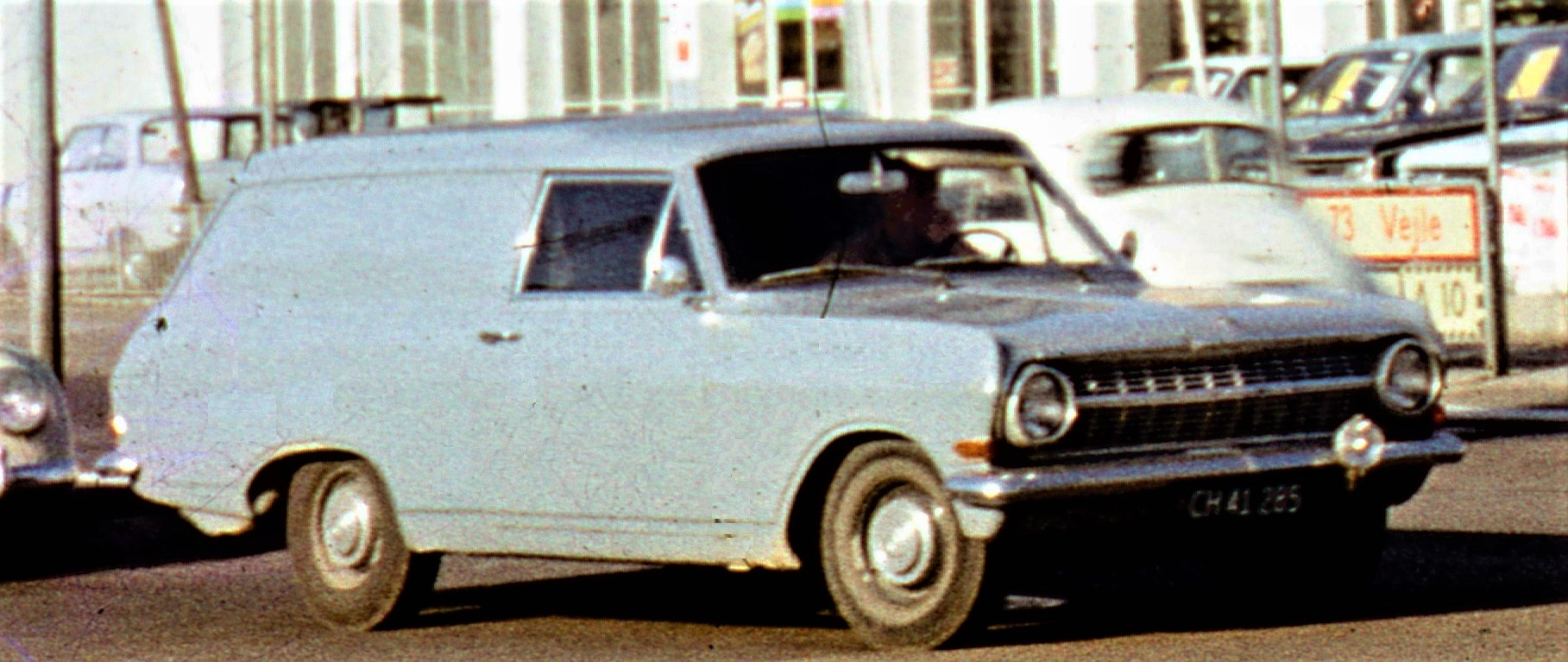
Opel Rekord A Lieferwagen

### Technik
Die Reihen-Vierzylindermotoren – wahlweise mit 1,5 Liter oder 1,7 Liter Hubraum und Leistungen von 55, 60  oder 67 PS (40, 44 oder 50 kW) – basierten auf dem Opel-Olympia-Motor von 1937. Diese Vorkriegskonstruktion mit seitlicher Nockenwelle, hängenden Ventilen und vierfach gelagerter Kurbelwelle erhielt im Rekord A ihre letzte und höchste Leistungsstufe. Sie hatte zwar den Ruf guter Haltbarkeit, war aber technisch nicht mehr auf dem Stand der Zeit und in ihrem Entwicklungspotential erschöpft. Der Nachfolger Rekord B (ab 1965) erhielt neu konstruierte CIH-Motoren mit obenliegender Nockenwelle.
Der ab Juni 1964 lieferbare Rekord L-6 mit dem 100 PS (74 kW) starken 2,6-Liter-Reihen-Sechszylinder (basierend auf der Vorkriegskonstruktion des Opel Super 6 von 1937) gilt als Vorläufer des Opel Commodore. Dieser war nur als Limousine und Coupé erhältlich. Der L-6 war zusammen mit dem Kapitän/Admiral/Diplomat A das erste Opel-Pkw-Modell mit einer 12-Volt-Anlage. Der Motorblock des Reihensechszylinders lastete stark auf der Vorderachse, wodurch die Lenkung im Stand und beim Rangieren entsprechend schwergängig war, was vereinzelt sogar zu Unfällen führte (das Lenkrad rutschte beim Kurbeln aus der Hand). Eine Servolenkung war nicht erhältlich; sie gab es nur bei den Oberklasse-Modellen der Opel-KAD-A-Reihe. Die automatische Lenkhilfe galt damals als Luxus.
Limousine und Kombi waren je nach Wunsch mit vollsynchronisiertem Drei- oder Vierganggetriebe und Lenkradschaltung erhältlich; das Coupé hatte serienmäßig das Vierganggetriebe und Mittelschaltung.
Wahlweise war mit dem Dreiganggetriebe die automatische Kupplung „Olymat“ lieferbar (ähnlich Saxomat von Fichtel & Sachs). Das System bestand aus einer fliehkraftgesteuerten Anfahrkupplung und einer zweiten Kupplung für den Gangwechsel, wodurch das Kupplungspedal entfiel. Die vom Unterdruck des Motors betätigte zweite Kupplung wurde beim Schalten durch einen elektrischen Kontakt am Schalthebel aktiviert.
Während die hintere Starrachse mit halbelliptischen Blattfedern unverändert vom Vorgänger übernommen wurde, gab es im Rekord A eine neue Zugstreben-Vorderachse (Einzelradaufhängung an Doppelquerlenkern mit Schraubenfedern), die Federung und das Verhalten in Kurven und beim Bremsen verbesserte. Alle Räder wurden mit hydraulischen Teleskopstoßdämpfern versehen. Serienmäßig wurden nach wie vor Trommelbremsen verwendet, lediglich gegen Aufpreis von 150 DM waren vorn Scheibenbremsen in Verbindung mit einer Zweikreisbremsanlage lieferbar. Beim 2,6-Liter-Modell war das Zweikreisbremssystem mit vorderen Scheibenbremsen und Bremskraftverstärker serienmäßig.

### Charakteristisches
Der Rekord A war ein vergleichsweise preisgünstiger, geräumiger und zuverlässiger Wagen der Mittelklasse. In einigen zeitgenössischen Testberichten wurden das ruppige Fahrwerk, der veraltete Motor und lieblose Verarbeitungsqualität des Rekord A kritisiert. Wie viele Opel-Modelle dieser Zeit neigte auch der Rekord A stark zur Korrosion. Die Schweller mussten oft schon nach 6 Jahren gewechselt werden. Sehr starke Rostbildung trat auch im Bereich der A-Säule, des Stehblechs und der vorderen Radkästen und Kotflügel ein. Von den enormen Rostproblemen abgesehen, gilt die übrige Technik des Rekord A als robust und unproblematisch.

## Technische Daten
| Technische Daten Opel Rekord A 1963–1965 | Technische Daten Opel Rekord A 1963–1965                                                    | Technische Daten Opel Rekord A 1963–1965                                                    | Technische Daten Opel Rekord A 1963–1965                                                                                              | Technische Daten Opel Rekord A 1963–1965                                                    |
| Opel Rekord                              | 1500                                                                                        | 1700                                                                                        | 1700 S | L-6 (1964/65)                                                                               |
| ---------------------------------------- | ------------------------------------------------------------------------------------------- | ------------------------------------------------------------------------------------------- | --- | ------------------------------------------------------------------------------------------- |
| Motor                                    | 4-Zylinder-Reihenmotor (Viertakt)                                                           | 4-Zylinder-Reihenmotor (Viertakt)                                                           | 4-Zylinder-Reihenmotor (Viertakt) | 6-Zylinder-Reihenmotor (Viertakt)                                                           |
| Hubraum                                  | 1488 cm³                                                                                    | 1680 cm³                                                                                    | 1680 cm³ | 2605 cm³                                                                                    |
| Bohrung × Hub                            | 80 × 74 mm                                                                                  | 85 × 74 mm                                                                                  | 85 × 74 mm | 85 × 76,5 mm                                                                                |
| Leistung bei 1/min                       | 40 kW (55 PS) bei 4500                                                                      | 44 kW (60 PS) bei 4300                                                                      | 49 kW (67 PS) bei 4400 | 74 kW (100 PS) bei 4600                                                                     |
| Max. Drehmoment bei 1/min                | 106 Nm bei 2000–2600                                                                        | 120 Nm bei 1800–2400                                                                        | 125 Nm bei 2200–2900 | 181 Nm bei 2400                                                                             |
| Verdichtung                              | 7,25 : 1                                                                                    | 7,25 : 1                                                                                    | 8,0 : 1 | 8,2 : 1                                                                                     |
| Gemischaufbereitung                      | 36 mm-Fallstromvergaser Opel (Lizenz Carter Carburetor)                                     | 36 mm-Fallstromvergaser Opel (Lizenz Carter Carburetor)                                     | 36 mm-Fallstromvergaser Opel (Lizenz Carter Carburetor)                                                                               | 36 mm-Fallstromvergaser Opel (Lizenz Carter Carburetor)                                     |
| Ventilsteuerung                          | Hängende Ventile, Stoßstangen und Kipphebel (seitliche Nockenwelle, Stirnräder)             | Hängende Ventile, Stoßstangen und Kipphebel (seitliche Nockenwelle, Stirnräder)             | Hängende Ventile, Stoßstangen und Kipphebel (seitliche Nockenwelle, Stirnräder)                                                       | Hängende Ventile, Stoßstangen und Kipphebel (seitliche Nockenwelle, Stirnräder)             |
| Kühlung                                  | Wasserkühlung                                                                               | Wasserkühlung                                                                               | Wasserkühlung | Wasserkühlung                                                                               |
| Getriebe                                 | 3- oder 4-Gang-Getriebe (1700 S und L-6 nur 4-Gang-Getriebe), Lenkrad- oder Mittelschaltung | 3- oder 4-Gang-Getriebe (1700 S und L-6 nur 4-Gang-Getriebe), Lenkrad- oder Mittelschaltung | 3- oder 4-Gang-Getriebe (1700 S und L-6 nur 4-Gang-Getriebe), Lenkrad- oder Mittelschaltung                                           | 3- oder 4-Gang-Getriebe (1700 S und L-6 nur 4-Gang-Getriebe), Lenkrad- oder Mittelschaltung |
| Radaufhängung vorn                       | Einzelradaufhängung an Doppelquerlenkern, Schraubenfedern                                   | Einzelradaufhängung an Doppelquerlenkern, Schraubenfedern                                   | Einzelradaufhängung an Doppelquerlenkern, Schraubenfedern                                                                             | Einzelradaufhängung an Doppelquerlenkern, Schraubenfedern                                   |
| Radaufhängung hinten                     | Starrachse an 2 semielliptischen Längsblattfedern mit 3 (Caravan: 4) Federlagen             | Starrachse an 2 semielliptischen Längsblattfedern mit 3 (Caravan: 4) Federlagen             | Starrachse an 2 semielliptischen Längsblattfedern mit 3 (Caravan: 4) Federlagen                                                       | Starrachse an 2 semielliptischen Längsblattfedern mit 3 (Caravan: 4) Federlagen             |
| Bremsen                                  | hydraulisch betätigte Trommelbremsen, Ø 200 mm (Caravan hinten 230 mm)                      | hydraulisch betätigte Trommelbremsen, Ø 200 mm (Caravan hinten 230 mm)                      | hydraulisch betätigte Trommelbremsen, Ø 200 mm (Caravan hinten 230 mm) auf Wunsch: Scheiben vorn, Ø 238 mm, Trommeln hinten, Ø 230 mm | Scheiben vorn, Ø 238 mm, Trommeln hinten, Ø 230 mm                                          |
| Karosserie                               | Stahlblech, selbsttragend                                                                   | Stahlblech, selbsttragend                                                                   | Stahlblech, selbsttragend | Stahlblech, selbsttragend                                                                   |
| Spurweite vorn/hinten                    | 1321/1276 mm (L-6: 1325/1279 mm)                                                            | 1321/1276 mm (L-6: 1325/1279 mm)                                                            | 1321/1276 mm (L-6: 1325/1279 mm) | 1321/1276 mm (L-6: 1325/1279 mm)                                                            |
| Radstand                                 | 2639 mm                                                                                     | 2639 mm                                                                                     | 2639 mm | 2639 mm                                                                                     |
| Länge                                    | 4512 mm                                                                                     | 4512 mm                                                                                     | 4512 mm | 4512 mm                                                                                     |
| Leergewicht                              | 970–1135 kg                                                                                 | 970–1135 kg                                                                                 | 970–1135 kg | 970–1135 kg                                                                                 |
| Höchstgeschwindigkeit                    | 130 km/h                                                                                    | 135 km/h                                                                                    | 140–144 km/h | 163–168 km/h                                                                                |
| 0–100 km/h                               | 23–25 s                                                                                     | 21–22 s                                                                                     | 17–18 s | 13–14 s                                                                                     |
| Verbrauch (l/100 km)                     | 10,0–10,5 l Normal                                                                          | 10,0–10,5 l Normal                                                                          | 10,0 l Super | 12,0 l Super                                                                                |

## Produktionszahlen Rekord A
Zwischen 1963 und 1966 wurden 1.154.632 Rekord A hergestellt. Weiterhin wurden 29.443 Rekord Kastenwagen gebaut, die der Kategorie Lieferwagen zugeordnet werden.
| Jahr              | 1963    | 1964    | 1965    | 1966    | Summe     |
| ----------------- | ------- | ------- | ------- | ------- | --------- |
| 1.5 Rekord        | 119.783 | 110.347 | 85.021  | 39.794  | 354.945   |
| 1.7 Rekord        | 134.290 | 196.598 | 161.105 | 62.736  | 554.729   |
| 1.9 Rekord        |         |         | 22.694  | 32.957  | 55.651    |
| 2.6 Rekord        |         | 5.258   | 9.363   | 1.551   | 16.172    |
| 1.5 Caravan       | 17.548  | 20.287  | 16.844  | 7.957   | 62.636    |
| 1.7 Caravan       | 24.884  | 34.083  | 32.005  | 12.635  | 103.607   |
| 1.9 Caravan       |         |         | 2.058   | 4.834   | 6.892     |
| Summe             | 296.505 | 366.573 | 329.090 | 162.464 | 1.154.632 |
| 1.5 Kastenwagen   | 2.411   | 3.636   | 4.158   | ?       | ?         |
| 1.7 Kastenwagen   | 3.386   | 5.788   | 5.713   | ?       | ?         |
| 1.9 Kastenwagen   |         |         | 64      | ?       | ?         |
| Summe Kastenwagen | 5.797   | 9.424   | 9.935   | 4.287   | 29.443    |